# ناحیه الم ریور، میشیگان
ناحیه الم ریور (به انگلیسی: Elm River Township) یک منطقهٔ مسکونی در ایالات متحده آمریکا است که در شهرستان هوگتون واقع شده‌است.
 ناحیه الم ریور ۲۴۱٫۶ کیلومتر مربع مساحت و ۱۶۹ نفر جمعیت دارد و ۳۶۲ متر بالاتر از سطح دریا واقع شده‌است.